# Capilla Real de Gdansk
La Capilla Real de Gdansk es una capilla católica barroca en la ciudad de Gdansk.

## Historia
Fue fundada en los años 1678-1681 por iniciativa de los católicos de Gdansk con la ayuda del rey Juan III Sobieski. Fue construida como una capilla católica temporal para los fieles en una época en que la Basílica de Santa María estaba en manos de los protestantes. Fue construido con el dinero dejado para este fin en el testamento del Primado de la República de Polonia , Andrzej Olszowski (80.000 zlotys), complementado con una donación del rey (20.000 zlotys). El presunto arquitecto de la capilla fue Tylman van Gameren, el constructor fue Barthel Ranisch y el creador de la decoración interior fue Andreas Schlüter.

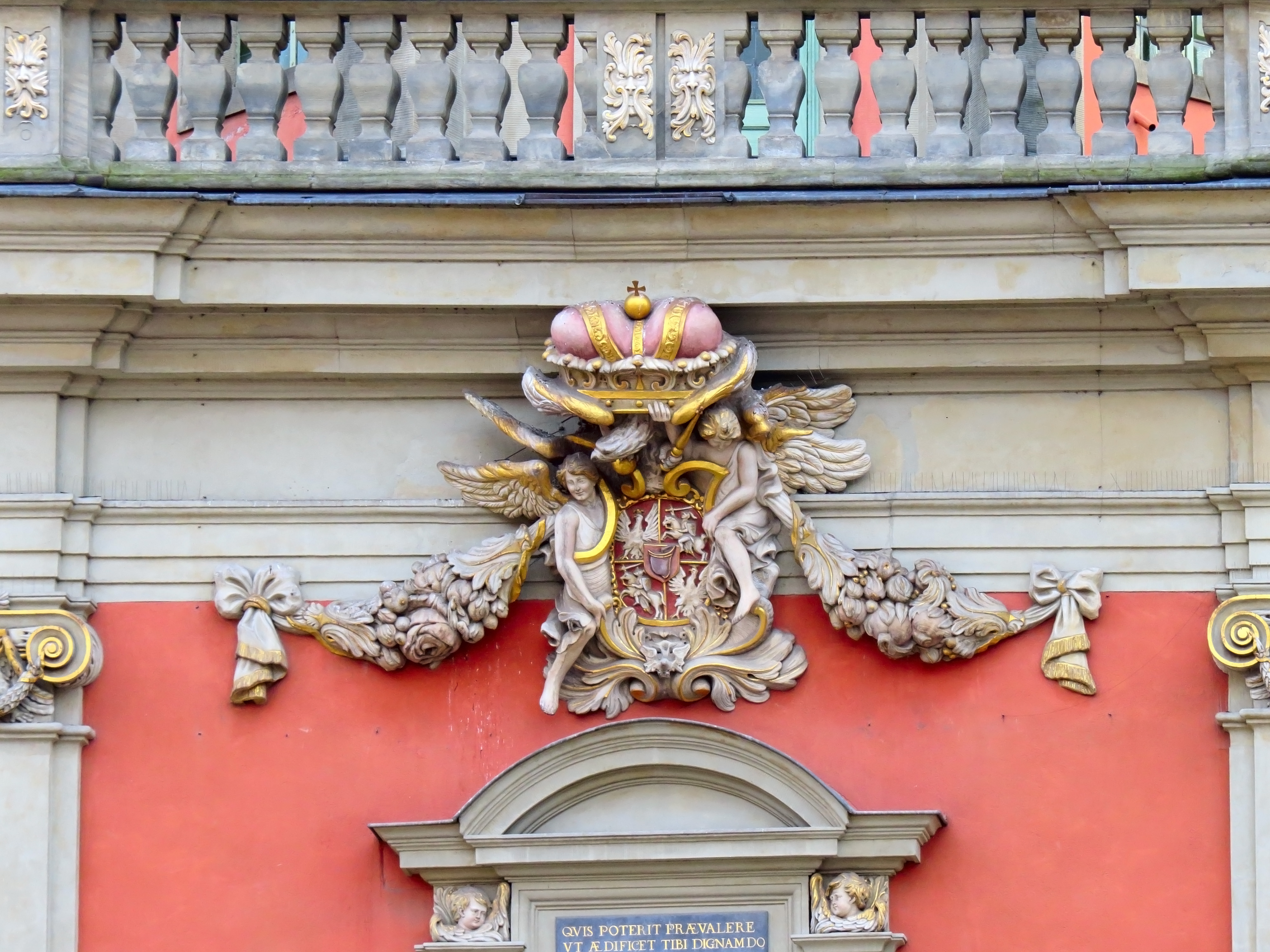
Un cartucho con el escudo de armas de la Primera República Polaca de la época de Jan III Sobieski
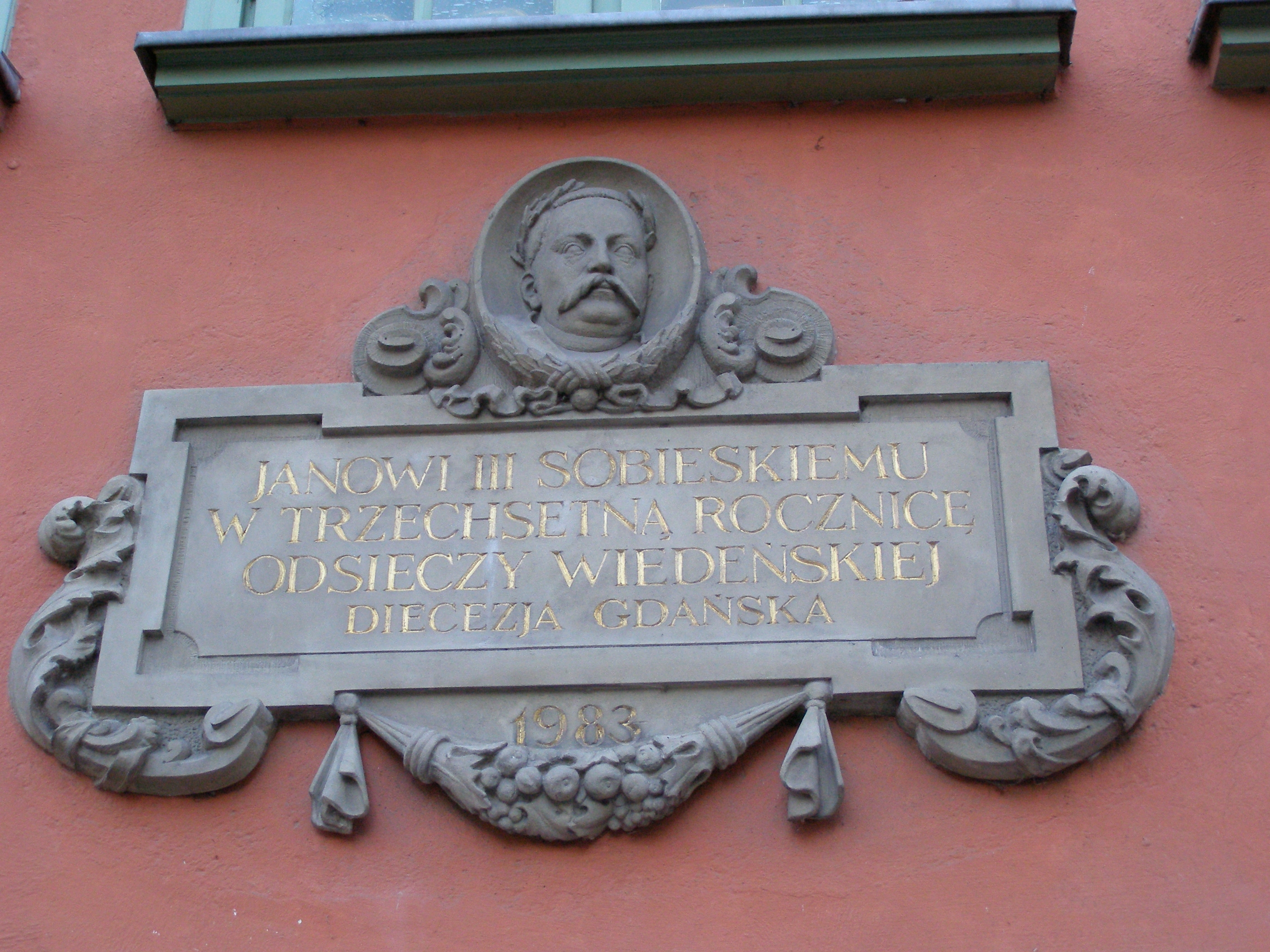
Una placa conmemorativa del rey Juan III Sobieski